# Darius II
Pour l’article homonyme, voir Darius II (jeu vidéo).
Darius II (ou Ochos ou Nothos, en perse Dārayavahusch ou Dārayavausch, -423/-404) est le fils d'Artaxerxès Ier. Il est souvent surnommé Nothus du grec νόθος / nóthos, « bâtard ». Peu de choses sont connues sur le règne de Darius II si ce n'est qu'il est ensanglanté par de nombreux assassinats. Manéthon l’appelle Dareiôs ou Deuterôs ou Darius fils de Xerxês et lui compte dix-neuf ans de règne (Africanus, Eusebius).

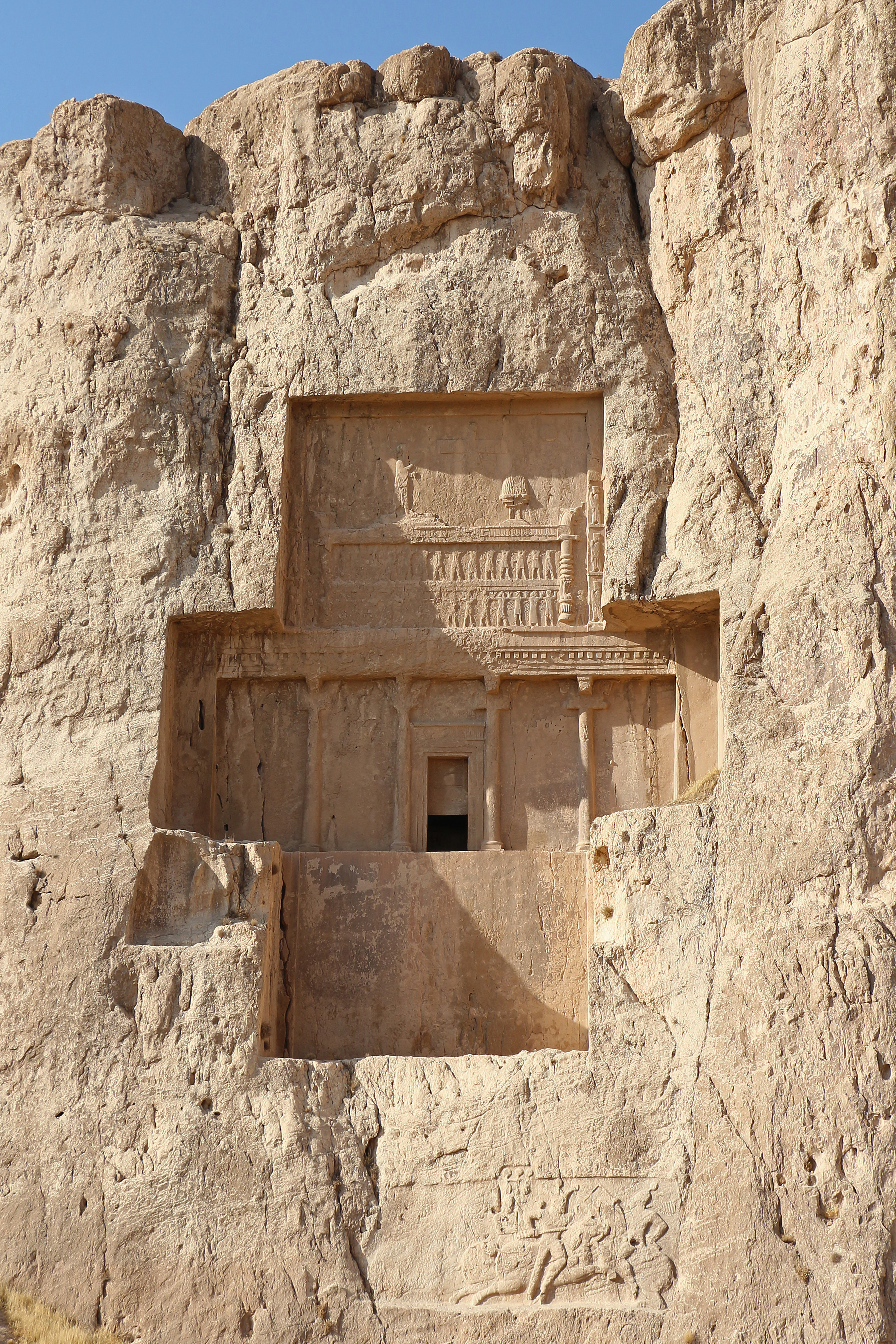
Tombe de Darius II à Naqsh-e Rostam, Iran.

Il monte sur le trône après avoir assassiné son demi-frère Sogdianos, lui-même assassin du roi légitime, Xerxès II, en -424. Une première inscription d'Ochus (Darius II) peut être datée au 10 janvier 423 av. J.-C. Il était déjà à cette époque Satrape d'Hyrcanie et il est rapidement reconnu par les Mèdes, la Babylonie et l'Égypte.
Sous son règne, la Perse cherche à profiter des conséquences de la guerre du Péloponnèse, il intervient dans celle-ci par l’intermédiaire des satrapes Pharnabaze et Tissapherne, qui soutiennent Athènes, puis Sparte. En -412, Sparte signe le traité de Milet abandonnant les villes d'Ionie aux Perses en échange de quoi l'or de Darius II sert à l'entretien de la flotte spartiate.
En -411 et -405, des soulèvements de princes locaux à Tanis, avec à leur tête Amyrthée soutenus par les cités grecques et tout particulièrement Sparte, vont mettre fin à la paisible occupation Perse en Égypte. Xénophon mentionne une rébellion des Mèdes en -409. Il aura aussi à faire face en -409 au soulèvement de la Médie et de la Lydie.  En -408, il envoie son fils Cyrus le Jeune en Asie Mineure pour mater fermement la révolte.
Darius II meurt à Babylone et sa mort met en concurrence ses deux fils, prétendants au trône, Artaxerxès II Mnemon et Cyrus le Jeune, ce dernier étant le favori de sa mère. Dans les extraits de Ctésias de Cnide (médecin grec d'Artaxerxès II, historien de la Perse et de l'Inde, mort v. -398), qui présente Darius II comme un souverain assez faible, dominé par sa femme Parysatis ; certaines intrigues de harem sont enregistrées, dans lesquelles Darius II aurait joué un rôle douteux.

## Postérité
De Parysatis, sa demi-sœur, il a quatre enfants :
- deux fils, Artaxerxès II Mnemon, né (vers 445-358 av. J.-C.) et Cyrus le Jeune (vers 424-401 av. J.-C.) ;
- deux filles, Ostanes et Amastris, qui épouse Teritouchmès Satrape d'Arménie puis son frère Artaxerxès II Mnémon.